# Pauvre Jean
Pauvre Jean est une mélodie pour voix et piano de la compositrice française Claude Arrieu, écrite en 1945.

## Contexte et création
Claude Arrieu compose Pauvre Jean en 1945 sur un texte de Jean Cocteau extrait de son recueil Poésies 1917-1920. L'œuvre est oubliée chez Ricordi en 1955.